# Arbitro (football americano)

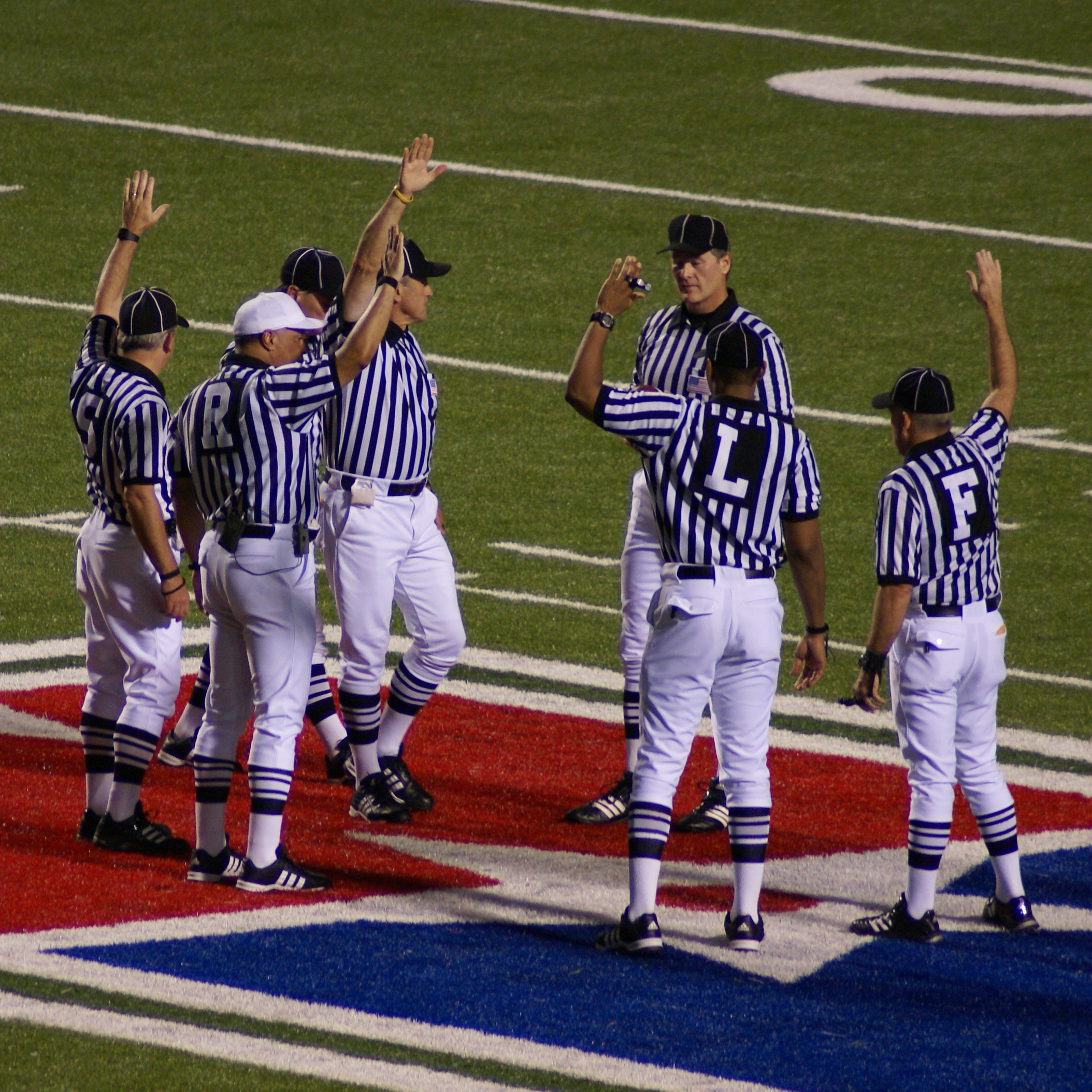
Arbitri di football americano.

Nel football americano un arbitro è una delle persone in campo responsabili di far rispettare le regole e mantenere l'ordine del gioco.
Nelle partite della National Football League (NFL), la principale lega professionistica statunitense, la squadra arbitrale è composta da sette persone. In altre categorie e campionati questo numero può variare: ad esempio dal 2015 nelle gare di college football della Divisione I della Football Bowl Subdivision (FBS) della NCAA sono utilizzati otto arbitri, mentre al di fuori di tale divisione sono usati sei o sette arbitri. Sempre otto arbitri furono utilizzati dalla Alliance of American Football (AAF) nella sua unica stagione del 2019 o dalla X Football League (XFL). Ed ancora nei campionati delle high school organizzati dalla National Federation of State High School Associations (NFHS) sono adottati sistemi arbitrali diversi, che vedono l'utilizzo di 5, 4 o anche 3 arbitri.
Gli arbitri di football americano sono comunemente, ma erroneamente, tutti chiamati referee, ma ogni arbitro in campo ha compiti e denominazione specifici: le posizioni comuni includono il Referee che è il membro principale del gruppo arbitrale, l'Umpire, il Down Jugde (giudice dei down) precedentemente chiamato Head Linesman, il Line Judge (giudice di linea), il Back Judge (giudice posteriore) e il Side judge (giudice laterale). Laddove sono utilizzati otto arbitri viene aggiunto il Center Judge (giudice centrale). Poiché il referee è responsabile della supervisione generale della partita, ci si riferisce talvolta a questo ruolo come capo-arbitro.
Oltre agli arbitri in campo in molte leghe professionistiche è prevista anche la figura del Replay Official (o arbitro del replay) che fa a tutti gli effetti parte del gruppo arbitrale, occupandosi di rivedere le riprese video delle azioni per verificarne la correttezza.

## L'equipaggiamento

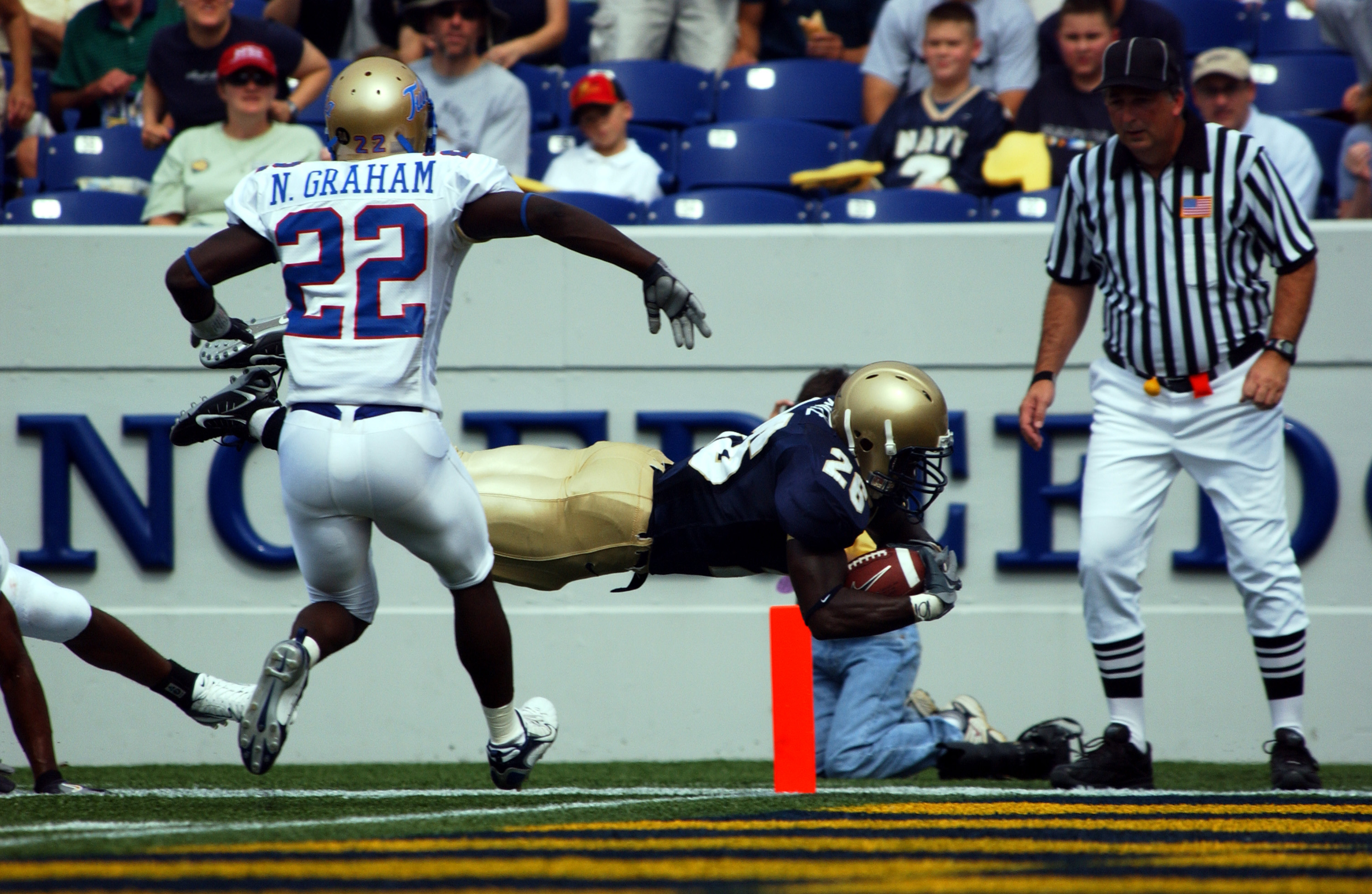
Un arbitro (a destra) osserva un giocatore segnare un touchdown. Alla cintura sono visibili il fazzoletto giallo (flag) per segnalare una penalità ed una bean bag arancione.

Un arbitro di football americano usa l'equipaggiamento seguente:
il fischiettousato generalmente per segnalare ai giocatori la palla morta, cioè che l'azione è terminata o non è mai iniziata.
la penalty flagun fazzoletto di colore giallo brillante legato attorno ad un peso sferico (per poter essere diretto in una certa direzione) che viene lanciato sul terreno di gioco nelle vicinanze del punto in cui è stato commesso un fallo. Per falli in cui non è significativo un punto sul terreno di gioco, il fazzoletto viene lanciato verticalmente.
la bean baguna sacchetto di stoffa, in genere di colore bianco, blu o nero, usato per segnare dei punti sul terreno di gioco che non siano relativi a falli, ad esempio il punto in cui è avvenuto un fumble o in cui è stato ricevuto un punt.
l'indicatore del downun polsino con un anello elastico usato per contare i down. L'anello viene messo di volta in volta ad un dito diverso (l'indice per il primo down, il medio per il secondo, eccetera).
il taccuino della partita (game card)la raccolta delle informazioni "amministrative" della partita come ad esempio, l'esito del lancio della monetina prima dell'inizio dell'incontro, i time out chiamati, le penalità comminate, le segnature eccetera.
il cronometrotipicamente un orologio da polso digitale con cui gestire gli aspetti della partita connessi col tempo.

## Le divise
Per favorire il loro riconoscimento, gli arbitri indossano tradizionalmente dagli anni 1920 una divisa a strisce verticali bianche e nere, da cui deriva il nomignolo di zebre, pantaloni bianchi alla zuava, cintura e scarpe nere e un cappellino a visiera. A livello professionistico, sulla schiena della divisa appare un numero e una lettera che ne indica il ruolo.
Tra il 1960 e il 1969 gli arbitri della American Football League indossarono divise a strisce rosse e arancioni e berretti bianchi, tranne il referee il cui berretto era rosso.
Per molti anni gli arbitri della NFL indossarono berretti bianchi, ma dal 1979 i referee iniziarono ad indossare berretti neri. Dal 1998 i colori si invertirono e i referee indossano ora berretti bianchi, mentre tutti gli altri berretti neri.
A volte i berretti possono essere usati come equipaggiamento aggiuntivo, infatti in caso di necessità vengono usati dagli arbitri per segnalare un secondo fallo avendo già utilizzato la flag in precedenza.

## Posizioni e responsabilità

Diagramma che mostra le posizioni degli arbitri (pallini bianchi) in relazione agli schieramenti delle due squadre (l'attacco in blu e la difesa in rosso).

Nel sistema di arbitraggio standard a sette le posizioni e le responsabilità dei diversi arbitri sono le seguenti.

### Referee

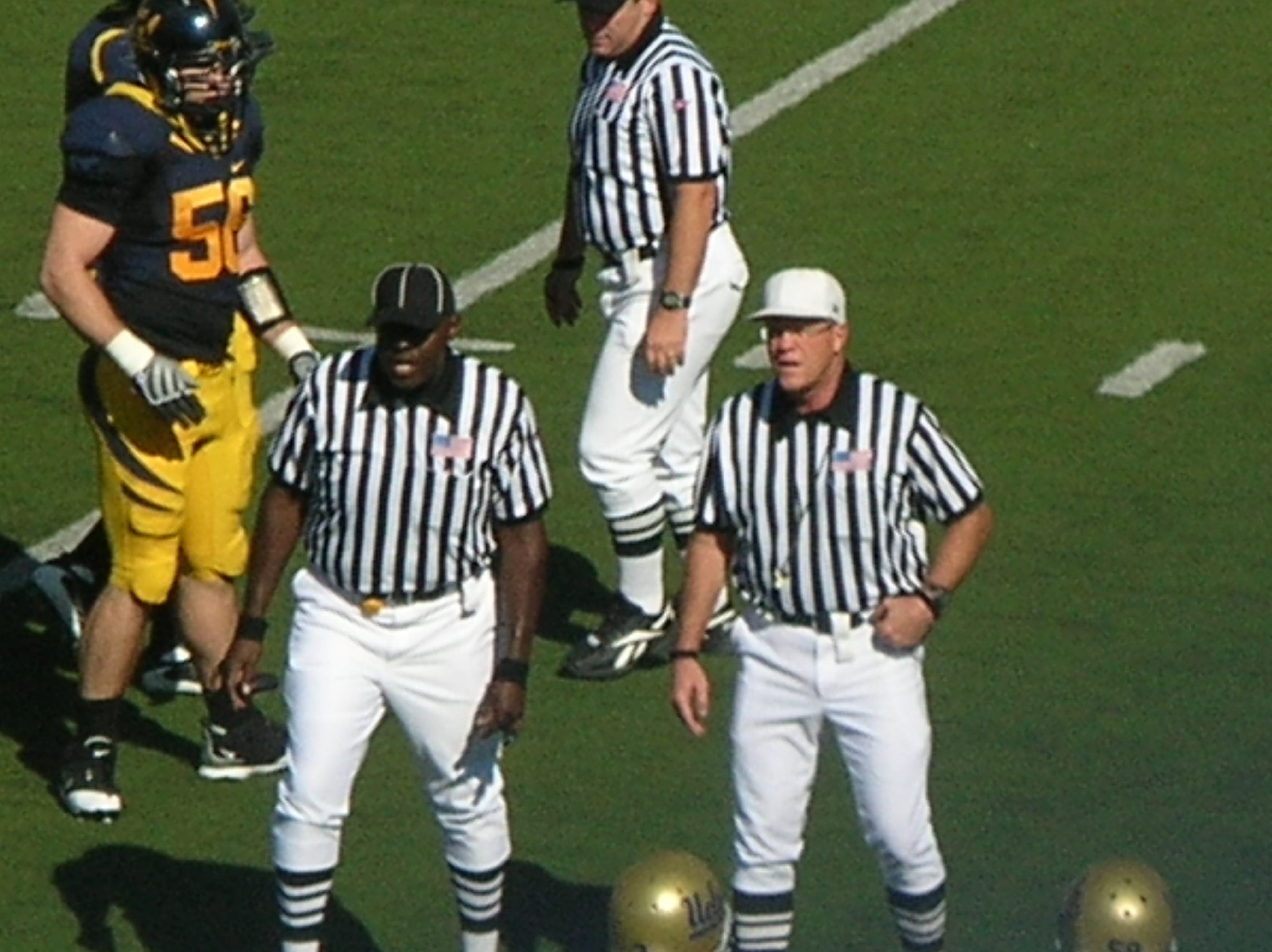
Un referee (col berretto bianco) annuncia le decisioni arbitrali.

Il Referee (R) è il responsabile della supervisione generale della partita e ha l'ultima parola su tutte le decisioni. Per questo motivo viene talvolta chiamato head referee (capo arbitro o arbitro principale). Viene usualmente identificato dal berretto bianco, mentre gli altri arbitri indossano un berretto nero.
All'inizio di ogni azione, il referee si posiziona dietro l'attacco dal lato del braccio utilizzato dal quarterback per lanciare. Egli ha tra l'altro il compito di contare i giocatori in campo.
Nelle azioni di passaggio deve concentrarsi principalmente sul quarterback e sui difensori che gli si avvicinano. Deve decidere sui possibili falli di roughing the passer e, se il quarterback perde la palla, determinare se l'azione è un fumble oppure un passaggio incompleto.
Nelle azioni di corsa, osserva il quarterback durante l'handoff al running back e lo segue fino a che l'azione è avviata nel caso si tratti di una finta di corsa con conseguente passaggio (play action) o qualche altro gioco a sorpresa. Successivamente il referee controlla la corsa del running back e i contatti che avvengono dietro di lui.

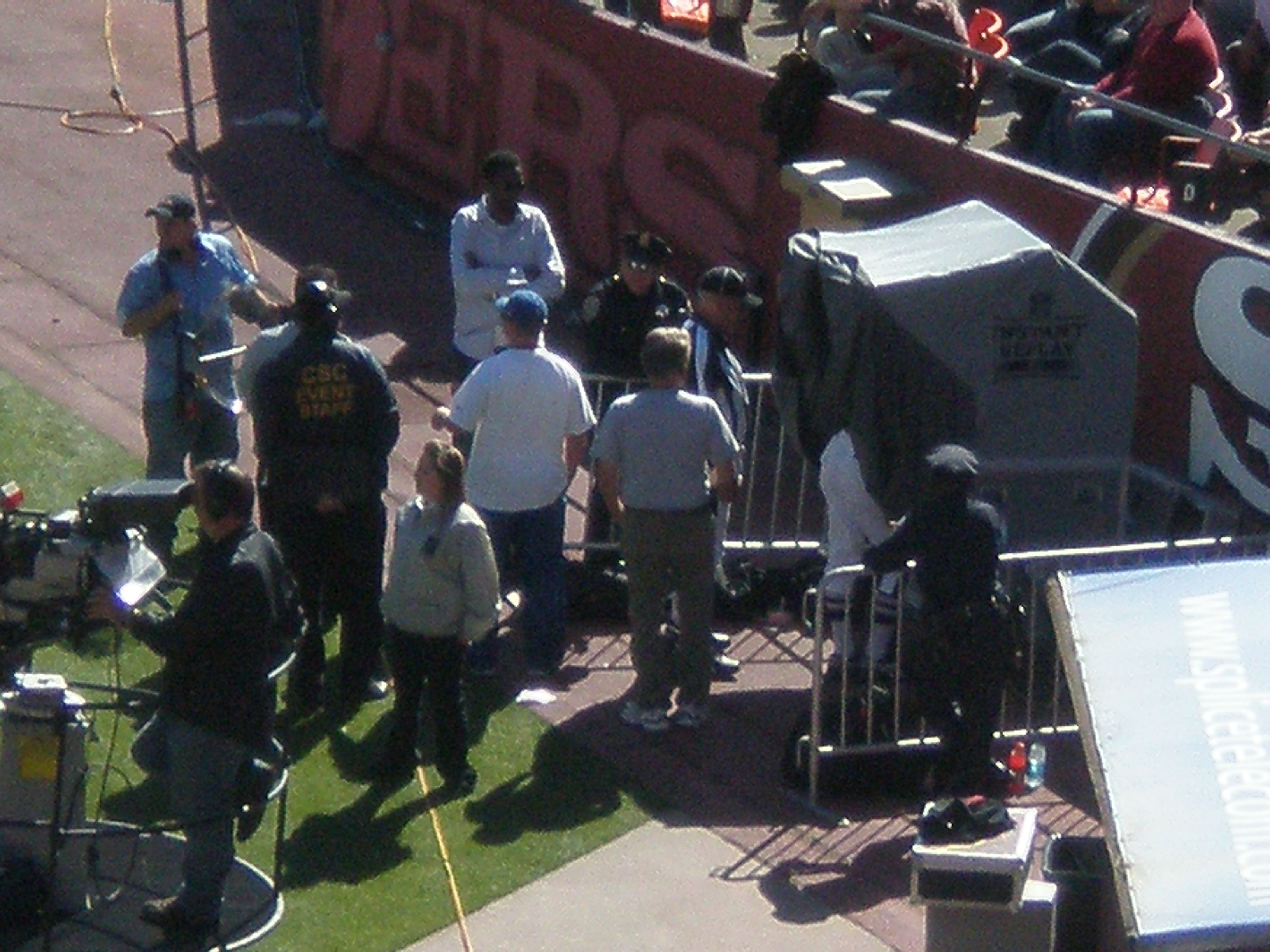
Un referee riguarda un'azione nello schemo del replay durante una partita.

Nelle azioni di punt e di field goal osserva il punter o il kicker, l'holder ed i contatti attuati dai difensori che si avvicinano loro. Se il punt esce dal campo usa la propria posizione di vantaggio dietro al punter per dirigere l'arbitro più vicino alla linea laterale da cui la palla è uscita.
Il referee annuncia le penalità comminate ed il giocatore che ha commesso il fallo, spiegando le proprie decisioni oltre che alle squadre in campo anche al pubblico e ai media, essendo appositamente microfonato.
Durante gli instant replay, rivede l'azione, conferisce con gli arbitri del replay situati nelle cabine stampa ed annuncia la decisione finale.
In aggiunta all'equipaggiamento sopra citato, il referee porta con sé la moneta necessaria al sorteggio prima della partita ed eventualmente prima dei tempi supplementari.

### Umpire

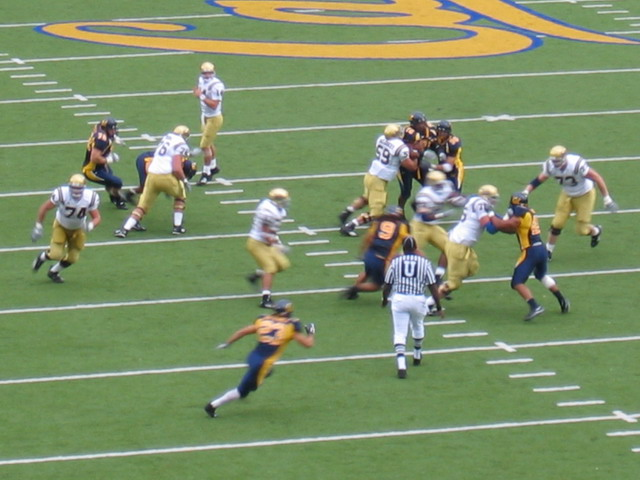
Un umpire osserva un'azione da dietro la linea della difesa durante una partita della NCAA.

L'Umpire (U) è l'arbitro collocato tra la linea della difesa e i linebacker (tranne che nella NFL, come descritto in seguito) e deve controllare i blocchi effettuati dagli offensive lineman ed i tentativi dei difensori di superarli, è quindi sua responsabilità principale il controllo degli holding e dei blocchi illegali. Prima dello snap deve contare i giocatori dell'attacco, è inoltre responsabile del controllo di tutto l'equipaggiamento dei giocatori.
Nelle azioni di passaggio, con lo sviluppo dell'azione, avanza verso la linea di scrimmage per controllare che gli offensive lineman non avanzino in profondità prima dell'effettuazione del passaggio e che il quarterback non lanci la palla dopo aver superato la linea di scrimmage. Deve anche verificare il completamento dei passaggi corti.
L'umpire è situato nella zona di campo considerata più pericolosa, per questa ragione la NFL, dopo cinque gravi infortuni di umpire avvenuti nel 2009, ha annunciato nel marzo 2010 che lo avrebbe riposizionato dietro la linea d'attacco in posizione simmetrica rispetto al referee. Durante gli ultimi due minuti del secondo quarto di gioco, gli ultimi 5 minuti della partita e quando l'attacco raggiunge le cinque iarde dalla linea di touchdown, l'umpire viene riposizionato nella sua sede originale.

### Down judge//Head Line-judge/Head linesman
Il Down judge (D o DJ) o Head Line-judge (H o HL), era precedentemente chiamato head linesman (H o HL), si posiziona al termine della linea di scrimmage, in genere sulla linea laterale opposta alla tribuna stampa, controllando le situazioni di fuori gioco e altre infrazioni precedenti allo snap. Con lo sviluppo dell'azione è responsabile del controllo del gioco nei pressi della linea laterale con speciale riferimento al controllo dell'uscita dei giocatori dal campo.
Durante le azioni di passaggio è responsabile del controllo dei ricevitori nell'area di 5-7 iarde dalla linea di scrimmage.

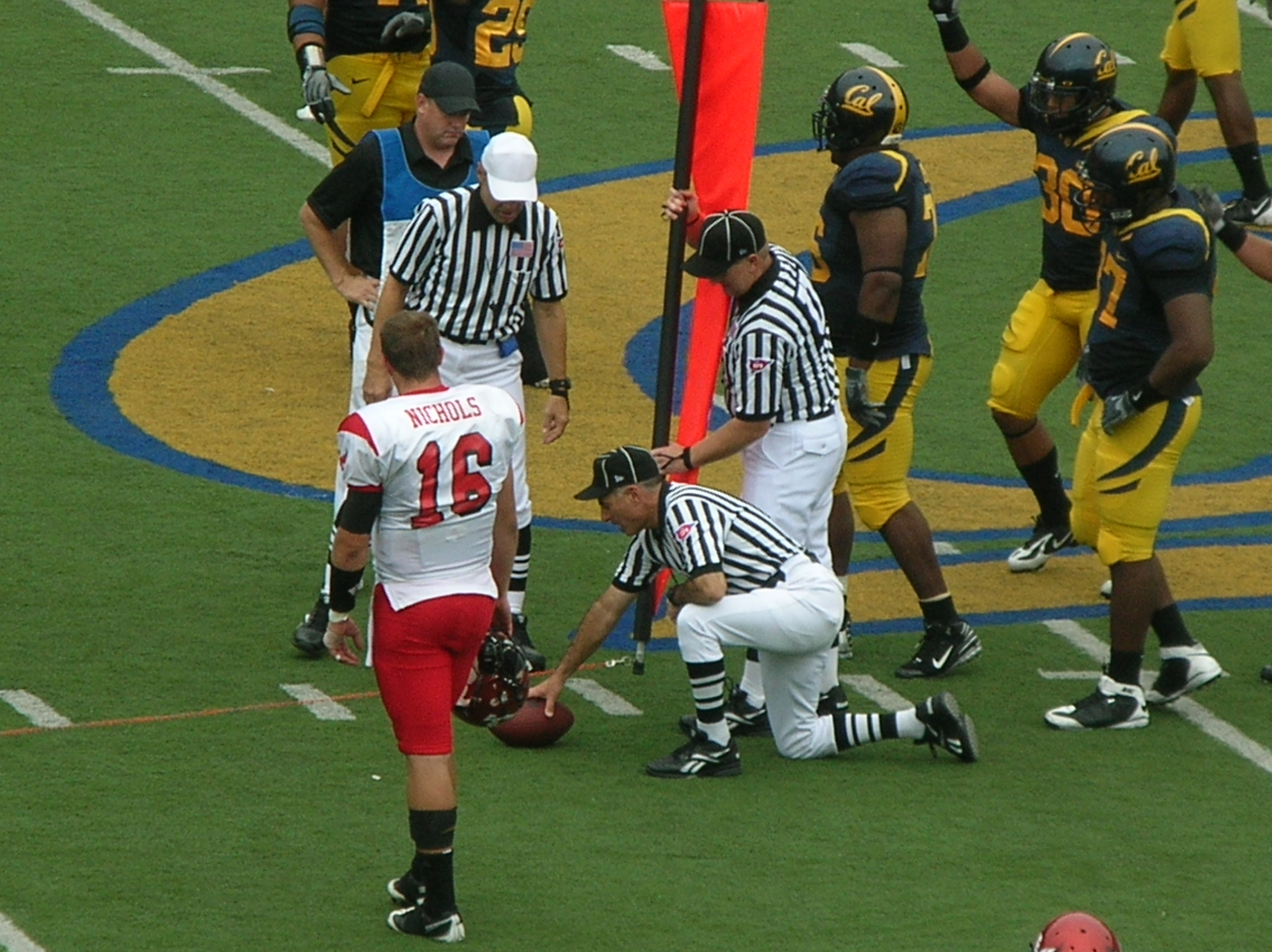
Arbitri verificano con l'apposita catena il raggiungimento del primo down

Segna il massimo avanzamento della palla ed è il responsabile della chain crew, gli assistenti degli arbitri che posizionano la catena lunga 10 iarde posizionata sulla linea laterale che segna il raggiungimento del primo down.
La NFL adottò il nuovo nome di Down judge a partire dal 2017 con l'arrivo della prima donna nel ruolo, Sarah Thomas.

### Line judge
Il Line judge (L o LJ) assiste il down judge dal lato del campo opposto della linea di scrimmage controllando le stesse situazioni di fuori gioco prima dello snap. Oltre agli stessi compiti del down judge, è responsabile del numero di giocatori in campo per la squadra in attacco.
Nelle azioni di passaggio è inoltre responsabile di stabilire se il passaggio è stato effettuato in avanti e se è partito o meno da dietro la linea di scrimmage.
Nelle azioni di punt o field goal, deve controllare che il calcio venga effettuato da dietro la linea di scrimmage.
Nei casi in cui l'arbitraggio viene effettuato da soli quattro arbitri, è anche responsabile del conteggio del tempo, negli altri casi è il responsabile di riserva.

### Field judge
Il Field judge (F o FJ) si posiziona in profondità dietro i defensive back sulla stessa linea laterale del Line Judge e controlla le azioni che si sviluppano nelle sue vicinanze. Sua responsabilità è la valutazione dei pass interference, dei blocchi illegali in profondità e del completamento dei passaggi. Deve anche contare i giocatori della squadra in difesa. Nelle azioni di field goal giudica, assieme al B
back judge la validità della realizzazione del calcio.

### Side judge
Il Side judge (S o SJ) si posiziona in profondità dietro i defensive back sulla stessa linea laterale del down judge in maniera simmetrica al field judge con compiti analoghi. Nelle azioni di field goal funge da secondo umpire.

### Back judge
Il Back judge (B o BJ) si posiziona in profondità dietro i defensive back al centro del campo. Sua responsabilità sono le valutazioni sulle azioni di corsa e di ricezione (principalmente dei tight end) che si sviluppano tra lui e l'umpire.
Nelle azioni di field goal giudica, assieme al field judge, la validità della realizzazione del calcio. Nella NFL, il back judge è responsabile del controllo sull'infrazione di ritardo del gioco (delay of game).

### Center Judge
Il Center Judge (C o CJ) nelle crew a otto componenti, viene posizionato dietro la linea d'attacco in posizione simmetrica rispetto al referee. È quindi sua responsabilità principale il controllo degli holding e dei blocchi illegali.

### Replay Official
Nelle varie leghe professionistiche che utilizzano l'instant replay, il Replay Official (RO) si occupa di visionare le riprese video delle azioni per verificarne la correttezza. 
Nella NFL l'utilizzo del replay iniziò dagli anni 1980, con gli arbitri di campo che andavano a rivedere le azioni controverse sui monitor. Nel 2011 la lega introdusse la figura del replay official che segue la partita da un'apposita postazione nello stadio rivedendo le azioni sui monitor. Invece nella Canadian Football League (CFL) questo arbitro non opera dallo stadio ma da una postazione centralizzata della lega. 
Il replay official non può però intervenire su tutte le azioni, ma la sua possibilità di intervento è definita da specifiche regole.
Nella NFL è previsto che l'arbitro di fronte al monitor possa intervenire direttamente, richiamando l'attenzione degli arbitri in campo, nel caso quest'ultimi non abbiamo visto specifiche situazioni di gioco, come un fallo commesso, un errore nella regolazione dell'orologio di gioco, una palla libera che tocca una linea esterna del campo, la posizione scorretta di un giocatore in formazione, il raggiungimento del down.
Mentre tutte una serie di particolari situazioni sono sempre riverificare in video, ossia:
- tutte le azioni che portano la segnatura di punti (touchdown, field goal, ecc..)
- ogni turnover (intercetto, fumble, ecc...)
- tutte le conversioni fallite su un quarto down
- l'espulsione di un giocatore

Oltre a questo, l'arbitro è responsabile di rivedere le azioni in caso di challenge da parte di una delle due squadre in campo, ossia la richiesta del capo-allenatore di verificare al monitor la decisione presa in campo, ovviamente non essendo con questa d'accordo.

### Riserve
In molte leghe è previsto che oltre agli arbitri designati per scendere in campo, siano presenti a bordo campo anche degli arbitri di riserva, pronti a sostituire i titolari in caso di infortunio. Questo avviene nelle gare dei play-off mentre in quelle della stagione regolare in caso di indisponibilità di un membro della squadra arbitrale in corso di gara, gli arbitri rimanenti si fanno carico di gestire i suoi compiti, continuando la partita con un arbitro in meno.

## Sistemi di arbitraggio
Nella tabella che segue la composizione dei sistemi di arbitraggio utilizzati, con i diversi ruoli presenti a seconda del numero di arbitri in campo, e i relativi campionati e leghe che li adottano. 
| Numero di arbitri in campo |             |            |                                        |                 |                 |                  |                 |                   |                                                                                               |
| Numero di arbitri in campo | Ruoli       | Ruoli      | Ruoli                                  | Ruoli           | Ruoli           | Ruoli            | Ruoli           | Ruoli             | Leghe/Campionati in cui è utilizzato tale sistema                                             |
| Numero di arbitri in campo | Referee (R) | Umpire (U) | Down Judge (DJ) o Head Line-judge (HL) | Line Judge (LJ) | Back Judge (BJ) | Field Judge (FJ) | Side Judge (SJ) | Center Judge (CJ) | Leghe/Campionati in cui è utilizzato tale sistema                                             |
| -------------------------- | ----------- | ---------- | -------------------------------------- | --------------- | --------------- | ---------------- | --------------- | ----------------- | --------------------------------------------------------------------------------------------- |
| Tre                        | Sì          | Sì         | Sì                                     | No              | No              | No               | No              | No                | Campionati giovanili                                                                          |
| Quattro                    | Sì          | Sì         | Sì                                     | Sì              | No              | No               | No              | No                | In alcuni campionati giovanili e delle high school                                            |
| Cinque                     | Sì          | Sì         | Sì                                     | Sì              | Sì              | No               | No              | No                | Arena football, alcuni campionati delle high school, campionati semi-professionistici         |
| Sei                        | Sì          | Sì         | Sì                                     | Sì              | No              | Sì               | No              | No                | High school                                                                                   |
| Sette                      | Sì          | Sì         | Sì                                     | Sì              | Sì              | Sì               | Sì              | No                | High school, NFL, CFL, USFL, Divisione I FCS della NCAA, Divisione II e III della NCAA, NJCAA |
| Otto                       | Sì          | Sì         | Sì                                     | Sì              | Sì              | Sì               | Sì              | Sì                | Divisione I FBS della NCAA, AAF, XFL                                                          |

1. ↑  Con l'arrivo di arbitri donne nel 2017 la NFL sostituì il tradizionale nome di Head Linesman (HL) con Down Judge (DJ). Lo stesso fece la CFL nel 2018. Nelle high school e nel football giovanile fu adottato invece Head Line-judge (HL)

## Segnalazione delle decisioni

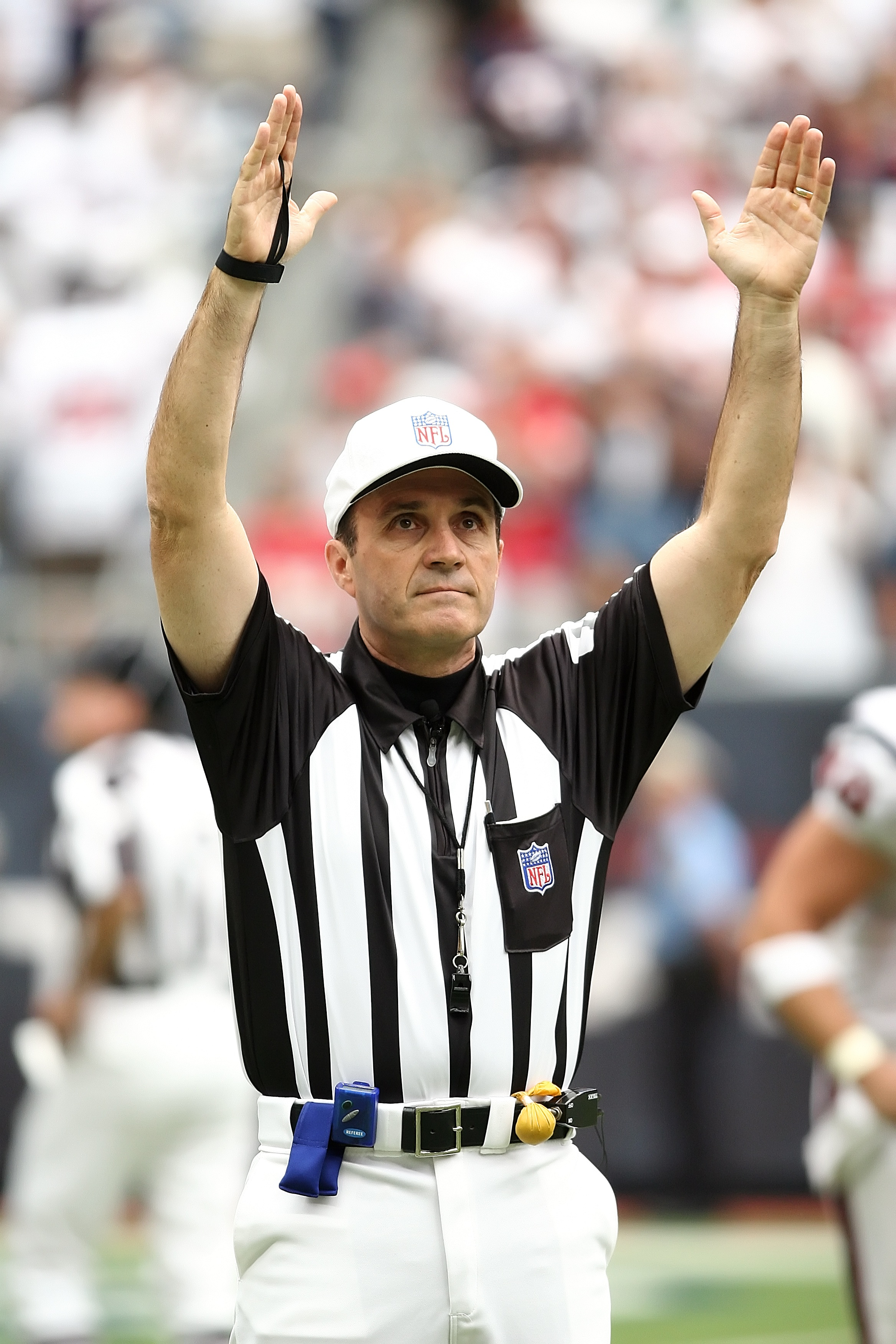
Il tipico segnale di un arbitro per indicare l'avvenuto touchdown

Al termine di ogni azione per comunicare l'esito della stessa o eventuali irregolarità rilevate nel suo svolgimento, sia agli altri membri del gruppo arbitrale che ai giocatori e al pubblico, gli arbitri del football americano utilizzano dei segnali convenzionali che permettono di comprendere immediatamente il giudizio dato. Le regole della NFL codificano 36 di queste segnalazioni.
Di seguito alcuni esempi di questi segnali:
- Il segnale più identificativo e più noto anche al di fuori del mondo del football americano, è sicuramente quello utilizzato per segnalare l'avvenuto touchdown, o altro tipo di segnatura come un field goal o una conversione da due punti, che vede l'arbitro alzare entrambe le braccia verso l'alto in parallelo.
- Il raggiungimento del primo down, ossia che la squadra in attacco è riuscita a percorrere le 10 yard previste per avere altri quattro tentativi per avanzare, viene segnalato con un braccio in avanti e la mano aperta, che punta verso l'area di meta avversaria.
- Invece un quarto down, quindi che la prossima azione sarà l'ultima possibile per completare le 10 yard previste, viene segnalato con un braccio in alto col pugno chiuso.
- La condotta antisportiva viene segnalata allargando le braccia a formare una T, con le mani aperte e le palme rivolte verso il basso.
- Se si poggiano entrambe le mani sulla testa si segnala una sostituzione sbagliata o troppi giocatori in campo.
- Poggiando le mani sui fianchi si indica un fuorigioco.
- Mettendo una mano sulla testa si segnala che è stata fatta una ricezione da un giocatore non eleggibile.
- Afferrarsi all'altezza del petto il polso di una mano tenuta chiusa indica una trattenuta illegale, mentre se la mano si tiene aperta e col palmo in avanti si indica l'uso scorretto delle mani.
- Portarsi una mano tenuta chiusa davanti al volto indica una trattenuta per la maschera (facemask).
- Per segnalare un'interferenza su un passaggio, si portano entrambe le braccia in avanti con i palmi aperti (come a mimare una spinta). Con un solo braccio in questa posizione si segnala invece un contatto illegale.
- Le braccia incrociate sul petto indicano una perdita di tempo o il superamento del tempo previsto dal timeout.

## Compensi
Gli arbitri del football americano, anche quelli delle leghe professioniste, non sono dipendenti delle leghe stesse ma hanno una propria attività lavorativa principale e svolgono il ruolo di arbitro come prestazione aggiuntiva.
La remunerazione è quindi "a presenza" e varia in base sia all'esperienza dell'arbitro, al suo ruolo in campo e anche al livello della gara, con le partite della post-season pagate di più che quelle della stagione regolare.
Ovviamente poi i compensi variano in base al campionato, con  gli arbitri delle grandi leghe professionistiche che guadagnano cifre ben più importanti dei colleghi di college e high school.
Gli arbitri più pagati sono chiaramente quelli della NFL, la lega che genera maggiori ricavi, che può garantire al 2024 da 205 000 a 270 000 dollari a stagione, mentre nella CFL invece il massimo sono 90 000 dollari e nella XFL 60 000 dollari. Nei campionati di college della NCAA al più si raggiungono i 36 000 dollari a stagione, ma le paghe medie, soprattutto nelle divisioni minori, sono molto più basse. 
La partita più pagata è ovviamente il Super Bowl che da sola può garantire ad un arbitro dai 30 000 ai 50 000 dollari.

## Minoranze e donne

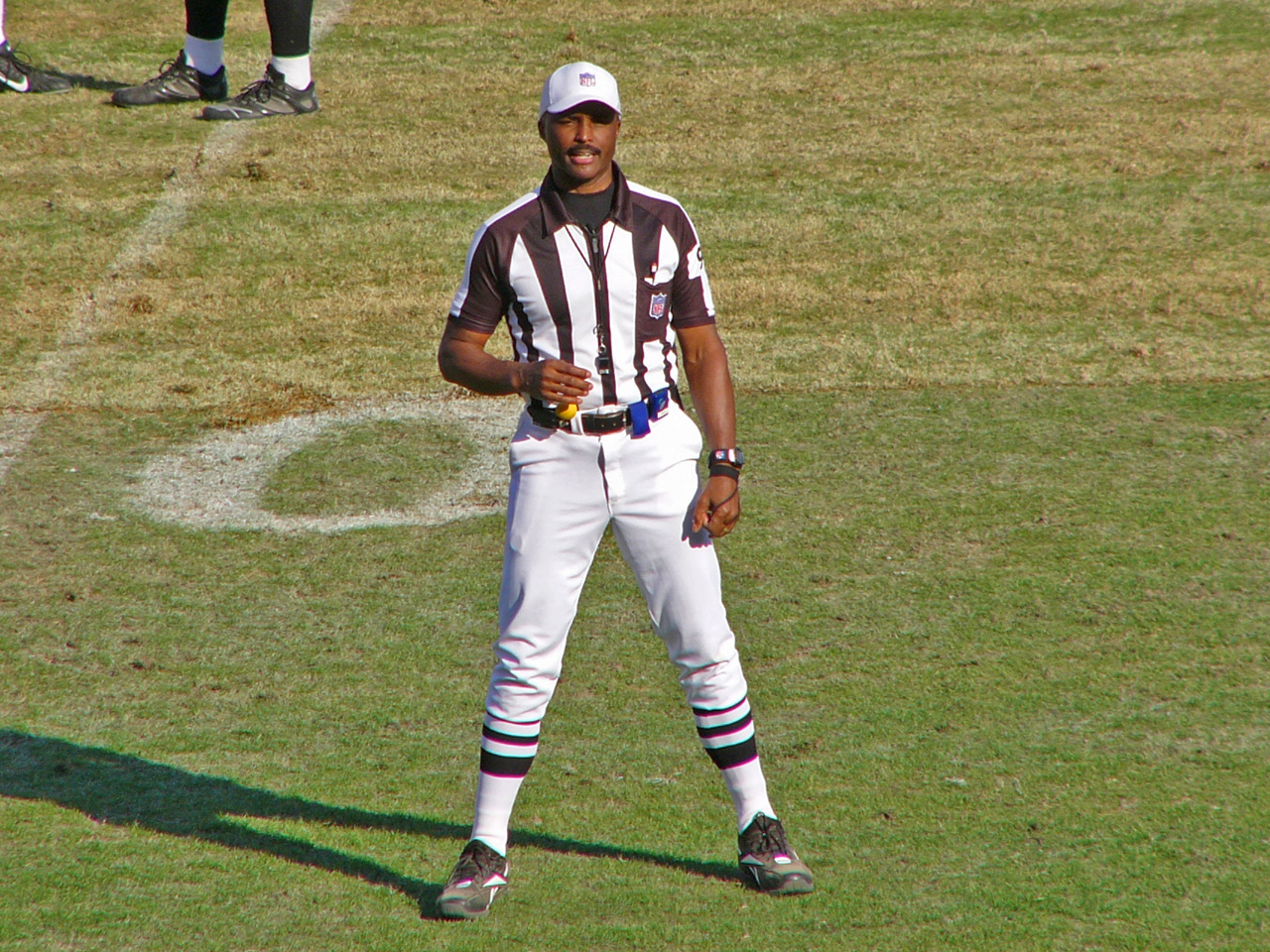
Mike Carey primo referee afroamericano a dirigere un Super Bowl, il XLII nel 2008.

Come per altri ruoli all'interno degli sport professionistici, specialmente in nordamerica, quello di arbitro vide per molto tempo l'assenza di rappresentanti di minoranze etniche e, vista anche la percezione machista di uno sport come il football americano, del genere femminile.
Di seguito i principali momenti che segnarono dei passi in avanti rispetto alla rappresentanza di minoranze e donne tra gli arbitri nella storia della NFL, la lega maggiore e più nota e quindi anche dove certi cambiamenti sono stati più significativi:
- Nel 1965 Burl Toler fu il primo arbitro afroamericano della NFL, ricoprendo il ruolo di HL.[20]
- Nel 1988 Johnny Grier diventò il primo referee afroamericano della NFL e rimase in quel ruolo per 16 anni.[21]
- Nel 2008 Alberto Riveron fu il primo referee ispanico della lega.[22]
- Sempre nel 2008 Mike Carey fu il primo referee afroamericano a dirigere un Super Bowl, il XLII.[23]
- Nel 2013 per la prima volta due donne parteciparono ai campi di preparazione estivi e alle partite di precampionato, ossia la LJ Sarah Thomas e la HL Maia Chaka, quest'ultima anche prima donna afroamericana.[24]
- Nel 2015 Sarah Thomas arbitrò la sua prima partita di football professionistico e nel 2019 arbitrò per la prima volta una partita di playoff.[25]
- Nel 2020 la gara tra Rams e Buccaneers fu la prima con tutti i sette arbitri in campo afroamericani.[20]
- Nel 2021 Maia Chaka fu la prima donna afroamericana ad arbitrare in NFL, dirigendo la gara tra Panthers e Jets.[26]
- Sempre nel 2021 la Thomas fu la prima donna nella storia NFL ad essere inserita nella squadra degli arbitri di un Super Bowl, il LV.[27]
- Nel 2022 il SJ Lo van Pham fu il primo arbitro della lega di origine asiatica.[28]
- Nel 2023 ci fu la prima squadra arbitrale completamente formata da afroamericani, sia in campo che per l'istant replay, che diresse la gara tra Chargers e Raiders.[20]
- Nel 2024 per la partita tra Saints e Giants ci fu la prima squadra arbitrale con due donne in campo, la LJ Robin DeLorenzo e la FJ Karina Tovar.[29]